# Moniteau County
Das Moniteau County ist ein County im US-amerikanischen Bundesstaat Missouri. Im Jahr 2020 hatte das County 15.473 Einwohner und eine Bevölkerungsdichte von 14,3 Einwohnern pro Quadratkilometer. Der Verwaltungssitz (County Seat) ist California, das nach California Wilson benannt wurde, einer Frau, die die Erbauer der ersten Häuser mit Whiskey bezahlte.

## Geografie
Das County liegt nahe dem geografischen Zentrum von Missouri am rechten Ufer des Missouri River. Es hat eine Fläche von 1085 Quadratkilometern, wovon 6 Quadratkilometer Wasserfläche sind. An das Moniteau County grenzen folgende Nachbarcountys:
| Cooper County |               | Boone County |
|               |               |              |
| Morgan County | Miller County | Cole County  |

## Geschichte
Das Moniteau County wurde 1845 gebildet. Benannt wurde es nach dem Moniteau Creek. Moniteau ist die französische Ausdrucksform für das indianische Wort Manitu, was so viel bedeutet wie „großer Geist“.
10 Bauwerke und Stätten des Countys sind im National Register of Historic Places eingetragen (Stand 6. Februar 2018).

## Demografische Daten

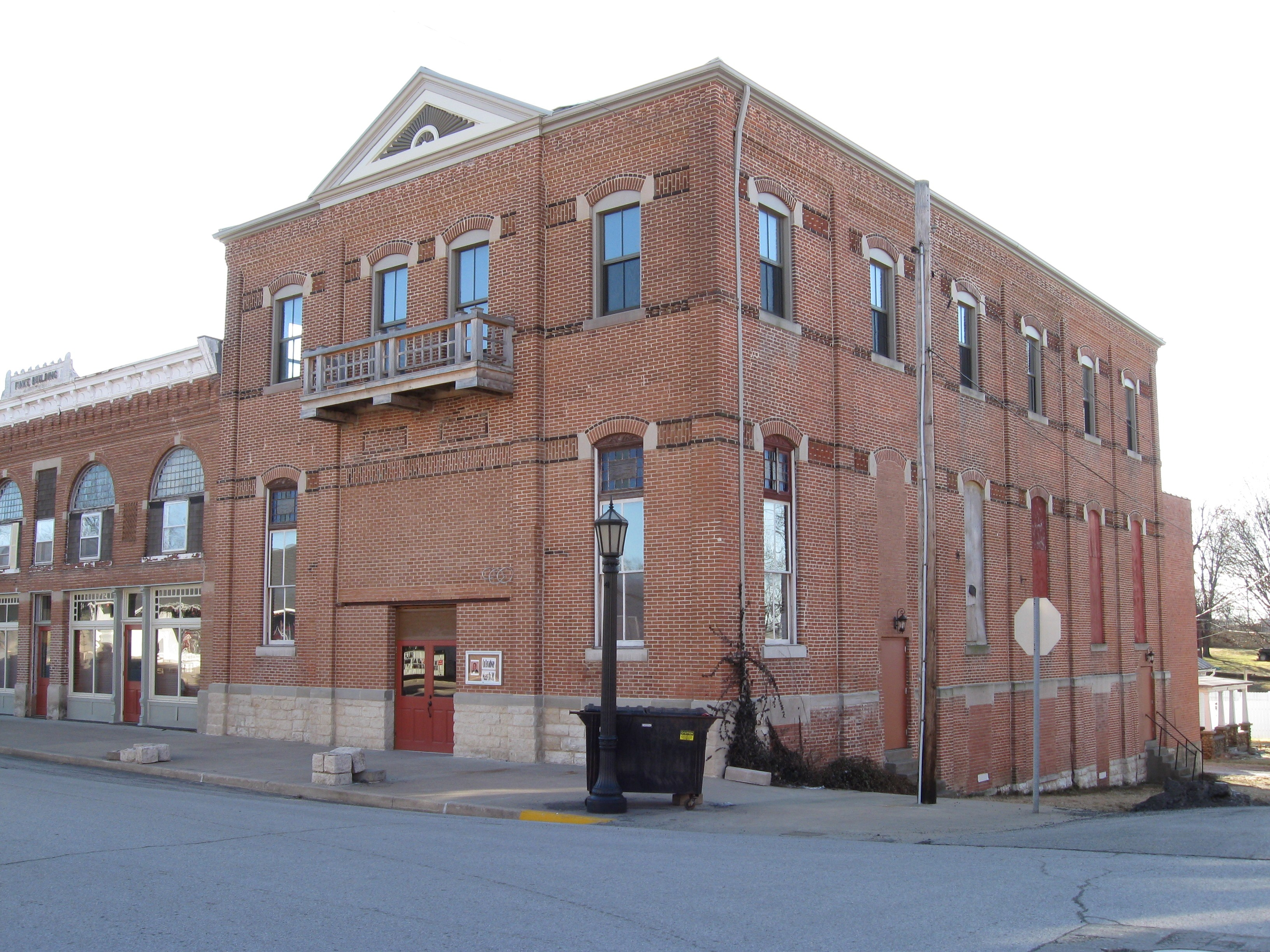
Das Finke Opera House, gelistet im NRHP Nr. 04000214

Nach der Volkszählung im Jahr 2010 lebten im Moniteau County 15.607 Menschen in 5475 Haushalten. Die Bevölkerungsdichte betrug 14,5 Einwohner pro Quadratkilometer. In den 5475 Haushalten lebten statistisch je 2,59 Personen.
Ethnisch betrachtet setzte sich die Bevölkerung zusammen aus 94,1 Prozent Weißen, 3,9 Prozent Afroamerikanern, 0,4 Prozent amerikanischen Ureinwohnern, 0,4 Prozent Asiaten sowie aus anderen ethnischen Gruppen; 1,1 Prozent stammten von zwei oder mehr Ethnien ab. Unabhängig von der ethnischen Zugehörigkeit waren 4,0 Prozent der Bevölkerung spanischer oder lateinamerikanischer Abstammung.
24,8 Prozent der Bevölkerung waren unter 18 Jahre alt, 61,4 Prozent waren zwischen 18 und 64 und 13,8 Prozent waren 65 Jahre oder älter. 47,4 Prozent der Bevölkerung war weiblich.

Das jährliche Durchschnittseinkommen eines Haushalts lag bei 47.162 USD. Das Pro-Kopf-Einkommen betrug 19.267 USD. 11,3 Prozent der Einwohner lebten unterhalb der Armutsgrenze.

## Ortschaften im Moniteau County
Citys
- California
- Clarksburg
- Lupus
- Tipton

Village
- Jamestown

Unincorporated Communities
| - Bacon - Corticelli - Enon | - Fortuna - High Point - Kliever | - Latham - McGirk - Sandy Hook |

## Gliederung
Das Moniteau County ist in sieben Townships eingeteilt:
| Township             | Einwohner (2010) | FIPS     |
| -------------------- | ---------------- | -------- |
| Burris Fork Township | 700              | 29-09910 |
| Harrison Township    | 752              | 29-30556 |
| Linn Township        | 1292             | 29-43220 |
| Moreau Township      | 740              | 29-49862 |
| Pilot Grove Township | 1275             | 29-57638 |
| Walker Township      | 6992             | 29-76642 |
| Willow Fork Township | 3856             | 29-80080 |